# Parafia św. Michała Archanioła w Lipuszu
Parafia Świętego Michała Archanioła w Lipuszu – rzymskokatolicka parafia w Lipuszu. Należy do dekanatu kościerskiego diecezji pelplińskiej. Powstała w XIV wieku.
Od 2002 roku funkcję proboszcza pełni ks. mgr Jan Ostrowski.